# Momotarō

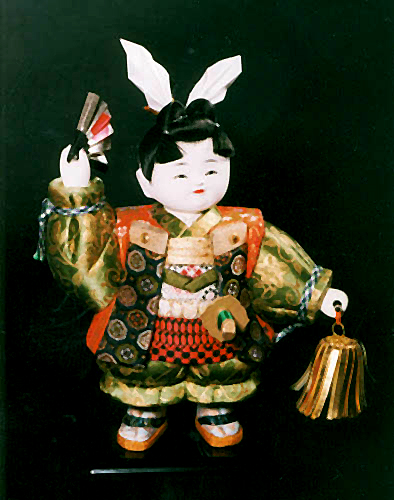
Búp bê sứ Momotarō

Momotarō (桃太郎 (Đào Thái Lang) n.đ. 'Cậu bé quả đào') là một câu chuyện cổ dân gian về người anh hùng nhỏ tuổi của Nhật Bản. Momotarō là tựa đề của nhiều quyển sách, phim và nhiều sản phẩm nghe nhìn khác kể về câu chuyện của anh hùng nhỏ tuổi này.

## Câu chuyện
Theo như phiên bản hiện tại của câu chuyện (từ thời Edo), Momotarō xuất hiện từ bên trong một quả đào khổng lồ, quả đào đang trôi dạt trên dòng sông thì tình cờ được một bà lão đang giặt đồ gần đó vớt lên. Gia đình ông bà lão này đã lớn tuổi mà vẫn chưa có con, bà lão đem quả đào về nhà định bụng sẽ ăn cùng ông lão nhưng hai vợ chồng ông bà rất ngạc nhiên khi bổ quả đào ra thì thấy một cậu bé nằm trong đó. Khi cậu bé lên 3, nói rằng nó là món quà của ông Trời tặng hai ông bà. Ông bà đặt tên cậu là Momotarō (Đào Thái Lang), với momo nghĩa là trái đào, còn tarō nghĩa là đứa con trai lớn nhất trong nhà.
Nhiều năm sau đó, khi cậu bé lớn lên, Momotarō rời cha mẹ để đi chiến đấu chống lại băng đảng Oni chuyên cướp bóc (một dạng ác quỷ hay quái nhân) sống trên một hòn đảo xa xôi. Trên đường đi, Momotarō gặp và làm quen với một chú chó, một con khỉ và một con gà lôi, cả ba đều biết nói tiếng người, chúng đồng ý giúp cậu trong cuộc truy tìm kẻ xấu. Khi đến được hòn đảo nơi bọn quỷ sống, Momotarō và những người bạn của mình tìm cách đi vào hang ổ của bọn quỷ và đánh cho bọn quỷ tơi bời. Momotarō và những người bạn của mình trở về nhà với chiến lợi phẩm của bọn quỷ cướp được và bắt sống được chúa quỷ. Momotarō và gia đình cậu bé sống hạnh phúc từ đó mãi mãi về sau.

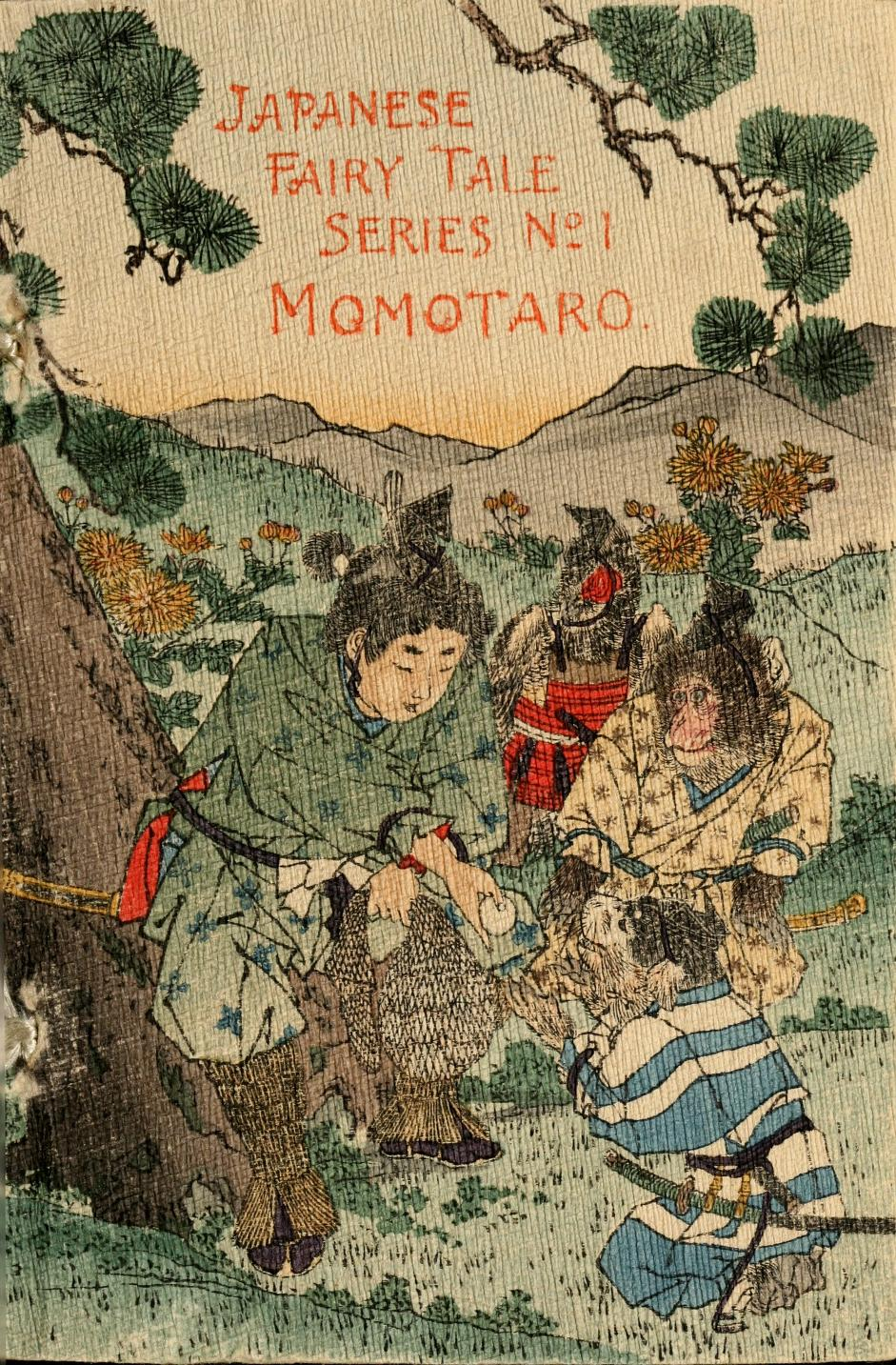
Momotarō phiên bản tiếng Anh năm 1885 xuất bản bởi Hasegawa Takejirō.

Câu chuyện về Momotarō có lẽ có quan hệ mật thiết với thành phố Okayama, và câu chuyện về cậu có lẽ bắt nguồn từ đây. Hòn đảo nơi quỷ sống (Onigashima (鬼ヶ島)) như trong truyện có thể là đảo Megijima, một hòn đảo nằm trong vùng biển nội địa Seto gần Takamatsu.

## Một số dị bản
Một dị bản cổ nhất của câu chuyện được tìm thấy được viết vào năm 1753 kể rằng, bà lão mang về nhà một trái đào khổng lồ được tìm thấy đang trôi trên dòng sông. Khi bà ăn một phần của trái đào, bà rất ngạc nhiên khi bà bắt đầu trẻ và đẹp lại như xưa. Chồng bà lão đi làm về rất hoảng hốt khi thấy một người phụ nữ trẻ lạ mặt trong nhà của mình. Ông lão không tin lời bà khi bà cố giải thích rằng đó là do phép màu từ quả đào, rằng chính nhờ ăn nó mà bà đã trẻ lại. Ông cũng thử ăn phần còn lại của quả đào, và cũng trở lại trẻ trung như xưa. Cậu bé ra đời sau một đêm hai ông bà quan hệ chăn gối. Họ đặt tên cậu bé là ‘Taro’, nghĩa là đứa con trai lớn nhất trong nhà.
Momotarō trưởng thành và bắt đầu cuộc hành trình chiến đấu với ác quỷ (oni) khi nghe về chuyện ác quỷ ở đảo Onigashima (đảo ma quỷ). Trong một vài dị bản, Momotarō tình nguyện đi để giúp mọi người đẩy lùi sự phá hoại và cướp bóc của bọn quỷ, một số dị bản khác lại kể rằng, cậu bị thúc ép đi bởi người dân địa phương. Dù có được kẻ khác đi thế nào đi nữa, thì kết thúc của câu chuyện vẫn như nhau. Tất cả các kết thúc đều kể rằng Momotarō đánh bại bọn Oni và sống hạnh phúc mãi mãi về sau với cặp vợ chồng già.
Có nhiều cách kể khác nhau tùy từ vùng địa lý. Một số kể Momotarō trôi trên sông trong một cái giỏ, số khác thì kể đó là một trái đào màu trắng, hoặc là một quả đào màu đỏ. Momotarō là một hình mẫu tốt và được dùng để giáo dục trẻ em. Ngày nay, Momotarō là một nhân vật được nhiều người biết đến ở Nhật Bản, và là một hình mẫu lý tưởng cho trẻ em về lòng vị tha, lòng dũng cảm, sức mạnh, và chăm lo cho cha mẹ.

## Bài hát Momotarō
Bài hát dành cho trẻ em về Momotarō có tựa là Momotarō-san no Uta (Bài hát Momotarō) được xuất bản lần đầu tiên năm 1911.
« Momotarō-san no uta »
桃太郎さんの歌
Momotarō-san, Momotarō-san
(Momotarō, Momotarō)
桃太郎さん、桃太郎さん
Okoshi ni tsuketa kibidango
(Bánh bao hạt kê trên thắt lưng của ngươi)
お腰につけたきびだんご
Hitotsu watashi ni kudasai na?
(Liệu ngươi có thể cho ta một cái?)
一つ私に下さいな！
Agemashō, agemashō
(Tôi sẽ cho mà, Tôi sẽ cho mà)
あげましょう、あげましょう
Kore kara oni no seibatsu ni
(Từ giờ, hãy đi tìm và chế ngự bọn quỷ)
これから鬼の征伐に
Tsuite kuru nara agemashō
(Nếu cậu đi với tôi, Tôi sẽ cho cậu một cái)
ついてくるならあげましょう